# Хеден II
Хеден II (Хеден Младший; лат. Heden II; не позднее 689 — около 719) — сначала правитель Вюрцбургского герцогства, а затем также герцог Тюрингии до приблизительно 719 года.

## Биография
Основными нарративными источниками о Хедене II являются написанное около 840 года «Мученичество Килиана» (лат. Passio Kiliani) и другие средневековые агиографические сочинения об этом святом.
Согласно этим источникам, Хеден II принадлежал к знатному тюрингскому роду Хеденинов. Он был сыном правителя Вюрцбургского герцогства (населённых тюрингами областей Франконии) Гозберта и Гайланы. Хеден II и его отец были крещены святым Килианом, но мать так и осталась ярой приверженницей язычества. В 689 году после гибели Гозберта от рук убийц Хеден II должен был унаследовать власть над Вюрцбургским герцогством. Однако он был вынужден бежать из Франконии, спасаясь от преследований язычников. Только через несколько лет Хеден II смог утвердиться во владениях своего отца. Подобно своим предкам, он избрал столицей крепость Вюрцбург (лат. Castellum Virteburh), а около 700 года построил в Фульде свою новую резиденцию с христианской церковью.
Вероятно, Хеден II был вынужден признать над собой власть франкских королей из династии Меровингов и их майордома Пипина Геристальского. Предполагается, что именно под влиянием Пипинидов Хеден II обратился к святому Виллиброрду, попросив того стать христианизатором Франконии. Виллиброрду герцог Хеден II совместно со своей женой Теодрадой, сыном Тюрингом и франками Рокко и Додой 1 мая 704 года в Вюрцбурге дал дарственную хартию. В ней святому передавалось имущество в селениях Арнштадт (лат. Arnestati), Мюльберг (лат. Mulenberge) и Гросмонра (лат. Monhore). Этот документ — наиболее ранний, в котором упоминаются эти населённые пункты. В ещё одной хартии, данной 18 апреля 716 или 717 года, Хеден II передал Виллиброрду имения на Зале и Хаммельбурге, возможно, принадлежавшие его жене Теодраде. Со стороны герцога документ был также подписан графами Като и Сигериком, наставником (лат. nutricius) Адо и знатными персонами Адогото и Херериком. В этой хартии также упоминаются жена и сын герцога.
О проводимой Хеденом II внешней политике известно не очень много. Упоминается, что при нём происходили военные столкновения тюрингов с нападавшими на их приграничные селения саксами. Также сообщается об участии 21 марта 717 года отряда тюрингов под командованием Тюринга, сына Хедена II, в битве при Венси. Однако на чьей стороне сражались тюринги, неизвестно.
Хеден II был женат на Теодраде, дочери Теодарда (возможно, потомка герцога Теотбальда), правившего восточной частью земель тюрингов. С этим браком историки связывают распространение власти Хедена II на собственно Тюрингию, в то время как до того он правил только территорией современной Франконии. В этом браке родился сын Тюринг, по некоторым данным, погибший в сражении при Венси. Дочь Хедена II Иммина стала монахиней в монастыре в Мариенберге, основанной для неё отцом. Сам Хеден II скончался около 719 года, не оставив наследников мужского пола. Вскоре после того Вюрцбургское и Тюрингское герцогства были ликвидированы франкским майордомом Карлом Мартеллом, разделившим их на несколько графств.
В память о герцоге Хедене одна из улиц Арнштадта названа его именем.